# Liste der 999 Frauen des Heritage Floor/Marcella
Diese Liste beschreibt das Gedeck für Marcella auf dem Tisch der Kunstinstallation The Dinner Party von Judy Chicago. Sie ist Teil der Liste der 999 Frauen des Heritage Floor, die den jeweiligen Gedecken auf dem Tisch zugeordnet sind. Die Namen der 999 Frauen befinden sich auf den Kacheln des Heritage Floor, der unterhalb des Tisches angeordnet, zur Kunstinstallation gehört.

## Beschreibung
Die Installation besteht aus einem dreiseitigen Tisch, an dem jeweils 13 historische oder mythologische Persönlichkeiten, somit insgesamt 39 Personen, von der Urgeschichte bis zur Frauenrechtsbewegung Platz finden. Diesen Personen wurde am Tisch jeweils ein Gedeck bestehend aus einem individuell gestalteten Tischläufer, einem individuell gestalteten Teller sowie einem Kelch, Messer, Gabel, Löffel und einer Serviette zugeordnet. Die erste Seite des Tisches widmet sich der Urgeschichte bis zur Römischen Kaiserzeit, die zweite der Christianisierung bis zur Reformation und die dritte von der Amerikanischen Revolution bis zur Frauenbewegung. Jedem Gedeck auf dem Tisch sind weitere Persönlichkeiten zugeordnet, die auf den Fliesen des Heritage Floor, der den Raum unter dem Tisch und die Mitte des Raumes zwischen den Seiten des Tisches einnimmt, einen Eintrag erhalten haben. Diese Liste erfasst die Persönlichkeiten, die dem Gedeck von Marcella zugeordnet sind. Ihr Platz befindet sich an der zweiten Tischseite.

### Hinweise
Zusätzlich zu den Namen wie sie in der deutschen Transkription oder im wissenschaftlichen Sprachgebrauch benutzt werden, wird in der Liste die Schreibweise aufgeführt, die von Judy Chicago auf den Kacheln gewählt wurde.
Die Angaben zu den Frauen, die noch keinen Artikel in der deutschsprachigen Wikipedia haben, sind durch die unter Bemerkungen angeführten Einzelnachweise referenziert. Sollten einzelne Angaben in der Tabelle nicht über die Hauptartikel referenziert sein, so sind an der entsprechenden Stelle zusätzliche Einzelnachweise angegeben. Bei Abweichungen zwischen belegten Angaben in Wikipedia-Artikeln und den Beschreibungen des Kunstwerks auf der Seite des Brooklyn Museums wird darauf zusätzlich unter Bemerkungen hingewiesen.

### Gedeck für Marcella
Marcella wurde um 325 in Rom geboren. Eine für adelige römische Frauen übliche Wiederverheiratung nach dem Tod ihres Mannes lehnte sie ab und wählte stattdessen ein Christus geweihtes, asketisches Leben. Sie führte Gespräche mit Hieronymus und diskutierte mit ihm. In ihrem Haus versammelte sie eine Gruppe weiterer junger Frauen und Witwen um sich, mit denen sie in Askese lebte und betete. Damit gilt sie als erste Nonne der christlichen Kirche und Wegbereiterin klösterlichen Lebens. Als die Goten unter ihrem Anführer Alarich I. 410 in Rom einfielen und plünderten, wurde sie schwer misshandelt. Sie konnte sich in eine Kirche retten, wo sie an ihren Verletzungen starb. Sie gilt als Märtyrin der frühen Kirche.
Das Gedeck für Marcella ist mit christlichen Symbolen und den Symbolen ihrer Heiligkeit gestaltet. Das Hauptgestaltungsmerkmal des Tischläufers ist ein Architekturplan frühchristlicher Basiliken. Ihr Name ist in den Bereich eingestickt, der das Querschiff vor dem Altar darstellt und weist auf ihre Bedeutung für die Entwicklung des Christentums hin. Die Vorderseite des Läufers besteht aus gewebtem Kamelhaar. Aus diesem Material wurden die härenen Hemden hergestellt, die von frühen Christen und Mitgliedern des von ihr gegründeten asketischen Frauenkonvents getragen wurden. Diese Hemden, deren raue Fasern die Haut irritierten, wurden als Buße unter der Kleidung getragen. Der initiale Buchstabe „M“ auf der Vorderseite des Läufers ist mit der Figur einer betenden Frau gestaltet, die in der vorchristlichen Pose einer Göttin mit ausgestreckten Armen und nach oben gewendeten Händen betet. Es soll daran erinnern, wie früh bereits vorchristliche Symbole von der neuen Kirche für die eigene Ikonografie ausgewählt und vereinnahmt wurden.
Auf der Rückseite des Tischläufers finden sich weitere Symbole, die die frühe Kirche und Marcellas Leben prägten. Die Schriftrolle steht für das Lernen in den Klöstern, die oft in der frühen Gesellschaft die einzige Bildungsstätte für Frauen waren. Darunter befinden sich die Symbole eines Fisches, eines Stabes und eines Dreiecks, welche zu einem Bild zusammengesetzt sind. Das Dreieck, ein frühes Symbol weiblicher Genitalien, wurde zunächst zum Symbol der Göttin und der heiligen Weiblichkeit, im Christentum jedoch repräsentiert es auch die Heilige Dreifaltigkeit. Der Stab steht als Symbol für den „Guten Hirten“. Es symbolisiert auch die den Bischöfen übertragene Führung und Autorität. Der Fisch diente den frühen Christen in den Zeiten der Christenverfolgung als Erkennungssymbol ihres Glaubens. Diese Symbole sollen Marcella als „Retterin der Frauen“ in frühchristlicher Zeit darstellen. Das letzte Symbol ist das Schiff, es repräsentiert die christliche Kirche, die durch die „gefährlichen Gewässer“ fährt. Seine Anwesenheit soll Marcellas Leben, einschließlich aller Gefahren, mit der Entwicklung der Kirche und der christlichen Klöster verbinden.
| Name                  | Schreibweise auf der Kachel | Geburtsdatum       | kulturräumliche Zuordnung | Bemerkungen | Bild |
| --------------------- | --------------------------- | ------------------ | ------------------------- | --- | ---- |
| Agrippina die Ältere  | Agrippina I                 | 14 v. Chr.         | Römische Kaiserzeit       | Verheiratet mit Germanicus, begleitete sie diesen während der Kriege in die Schlacht. Nach seinem Tod war sie selbständig politisch in Rom aktiv und wurde gemeinsam mit ihren beiden Söhnen beschuldigt versucht zu haben, Kaiser Tiberius zu stürzen. Anschließend wurde sie verbannt.                                    |      |
| Agrippina die Jüngere | Agrippina II                | 15 oder 16 n. Chr. | Römische Kaiserzeit       | Tochter von Agrippina die Ältere, geboren in Oppidum ubiorum, Mutter Neros und Frau des Kaisers Claudius; sie gilt als die Gründerin von Köln. |      |
| Anastasia             | Anastasia                   | vor 300            | Römische Kaiserzeit       | Römische Kaiserin. |      |
| Caelia Macrina        | Caelia Macrina              | 150 v. Chr.        | Römische Republik         | Richtete einen Ernährungsfonds für Mädchen ein, der großzügiger war als damals üblich. |      |
| Dorkas                | Dorcas                      | N/A                | Bibel, Neues Testament    | Jüngerin Jesu im Neuen Testament, auch bekannt unter dem Namen Tabita. |      |
| Eustochium            | Eustochium                  | um 368             | Spätantike                | Geweihte Jungfrau, studierte bei Hieronymus und gründete mit ihrer Mutter Paula Klöster in Bethlehem. |      |
| Fabiola von Rom       | Fabiola                     | 4. Jh.             | Spätantike                | Römische Wohltäterin und Heilige. |      |
| Galla Placidia        | Galla Placidia              | 388                | Spätantike                | Mutter des späteren Kaisers Valentinian III. und als solche einige Jahre lang faktische Regentin des Weströmischen Reiches. |      |
| Helena                | Flavia Julia Helena         | 248/250            | Römische Kaiserzeit       | Gemahlin des römischen Kaisers Constantius Chlorus und Mutter des Kaisers Konstantin des Großen. Sie ist eine wichtige Figur in der Geschichte des Christentums und der Welt aufgrund ihres Einflusses auf ihren Sohn und ihrer eigenen Beiträge, das Christentum in den Mittelpunkt der westlichen Zivilisation zu rücken. |      |
| Julia Domna           | Julia Domna                 | 2. Jh.             | Römische Kaiserzeit       | Römische Kaiserin, Ehefrau von Septimius Severus und Mutter der Kaiser Caracalla und Geta. |      |
| Julia Maesa           | Julia Maesa                 | 2. Jh.             | Römische Kaiserzeit       | Sie verhalf ihren beiden Enkeln nacheinander zur Kaiserwürde und sorgte damit für den Fortbestand der Dynastie der Severer. |      |
| Julia Mamaea          | Julia Mamaea                | 2. Jh.             | Römische Kaiserzeit       | Mutter des römischen Kaisers Severus Alexander, der von 222 bis 235 regierte. Anfangs war sie wegen des jugendlichen Alters ihres Sohnes faktisch Regentin. |      |
| Livia Drusilla        | Livia Drusilla              | 58 v. Chr.         | Römische Kaiserzeit       | Dritte Ehefrau des römischen Kaisers Augustus, trug als erste Römerin den kaiserlichen Titel Augusta, von ihrem Enkel, Kaiser Claudius, posthum zur Göttin erhöht. |      |
| Lydia                 | Lydia                       | 1. Jh. n. Chr.     | Römische Kaiserzeit       | Purpurhändlerin, nahm den Apostel Paulus von Tarsus und seinen Begleiter Silas in ihr Haus auf und ließ sich und die Angehörigen ihres Hauses taufen; sie wird in der Apostelgeschichte erwähnt. |      |
| Makrina die Jüngere   | Macrina                     | um 330             | Spätantike                | Geweihte Jungfrau, ältere Schwester von Basilius dem Großen, Gregor von Nyssa, Peter von Sebaste. Herausragende geistliche Persönlichkeit, die als Heilige in der armenischen, katholischen, orthodoxen und anglikanischen Kirche verehrt wird.                                                                             |      |
| Marcellina            | Marcellina                  | 330 bis 335        | Spätantike                | Frühchristliche geweihte Jungfrau und Märtyrerin. Sie war die ältere Schwester des Kirchenvaters Ambrosius. |      |
| Maria Magdalena       | Mary Magdalene              | N/A                | Bibel, Neues Testament    | Begleiterin Jesu und Zeugin der Auferstehung. |      |
| Maria von Bethanien   | Mary of Bethany             | N/A                | Bibel, Neues Testament    | Wird in biblischen Erzählungen im 10. Kapitel des Lukasevangeliums sowie im 11. Kapitel des Johannesevangeliums erwähnt. |      |
| Martha von Bethanien  | Martha of Bethany           | N/A                | Bibel, Neues Testament    | Gestalt des Neuen Testaments, Schwester von Maria. |      |
| Octavia Minor         | Octavia                     | um 69 v. Chr.      | Römische Republik         | Sie galt durch ihre Tugend, Güte, Loyalität zu ihren Gatten und Nichteinmischung in die Politik als eines der bekanntesten adligen Vorbilder für die traditionellen römischen Vorstellungen von der Rolle von Matronen, die sich auf ihre Aufgabe als Mutter und Hausfrau beschränken sollten.                              |      |
| Paula von Rom         | Paula                       | 347                | Spätantike                | Römische Christin, Witwe und Heilige der katholischen Kirche. Sie ist vor allem wegen ihrer freundschaftlichen Verbindung zum Kirchenvater Hieronymus bekannt. |      |
| Phoibe                | Phoebe                      | 1. Jh.             | Bibel, Neues Testament    | Eine Frau, die im Dienst der antiken christlichen Gemeinde von Kenchreä bei Korinth stand. Sie wird vom Apostel Paulus in dessen Brief an die Römer erwähnt (Röm 16,1 EU). |      |
| Plotina               | Plotina                     | vor 70             | Römische Kaiserzeit       | Frau des römischen Kaisers Trajan. |      |
| Porcia                | Porcia                      | um 73 v. Chr.      | Römische Republik         | Tochter des römischen Politikers Marcus Porcius Cato des Jüngeren und Ehefrau des Caesarmörders Marcus Iunius Brutus. |      |
| Priszilla und Aquila  | Priscilla                   | 1. Jh.             | Spätantike                | Ehepaar und bekannte Missionare des Urchristentums im Bereich einiger Gemeinden in Kleinasien und Korinth. |      |

Einzelnachweise
1. ↑  Brooklyn Museum: Marcella. In: brooklynmuseum.org. Abgerufen am 19. Oktober 2019.